# 台子高遗址
台子高遗址，位于山东省聊城市茌平县杜郎口乡台子高村，是中华人民共和国山东省文物保护单位之一。
1977年12月23日，授予山东省文物保护单位，是一座古遗址。